# Lövlund
Lövlund este o arie protejată (arie specială de conservare — SAC, sit de importanță comunitară — SCI) din Suedia întinsă pe o suprafață de 33,2 ha, integral pe uscat.

## Localizare
Centrul sitului Lövlund este situat la coordonatele 63°32′23″N 16°16′22″E / 63.5396°N 16.2729°E.

## Înființare
Situl Lövlund a fost declarat sit de importanță comunitară în ianuarie 2002 pentru a proteja 2 specii de plante. Situl a fost protejat și ca arie specială de conservare în martie 2011.

## Biodiversitate
Situată în ecoregiunea boreală, aria protejată conține 3 habitate naturale: Mlaștini alcaline, Păduri fino-scandinave bogate în ierburi cu Picea abies, Taiga vestică.
La baza desemnării sitului se află mai multe specii protejate de  plante (2): papucul doamnei (Cypripedium calceolus), Ranunculus lapponicus.